# Nannophya australis
Nannophya australis är en trollsländeart som beskrevs av Brauer 1865. Nannophya australis ingår i släktet Nannophya och familjen segeltrollsländor. Inga underarter finns listade i Catalogue of Life.